# Oreocnide kwangsiensis
Oreocnide kwangsiensis là loài thực vật có hoa trong họ Tầm ma. Loài này được Hand.-Mazz. mô tả khoa học đầu tiên năm 1931.